# Craterocephalus cuneiceps
Craterocephalus cuneiceps är en fiskart som beskrevs av Whitley, 1944. Craterocephalus cuneiceps ingår i släktet Craterocephalus och familjen silversidefiskar. Inga underarter finns listade i Catalogue of Life.